# Type 6 et 6bis État belge
Ne doit pas être confondu avec Type 6 (SNCB).
Les Type 6 et Type 6bis des Chemins de fer de l'État belge étaient une série de locomotives à vapeur pour trains express de disposition Mogul (disposition d'essieux 130) à cylindres intérieurs mises en service entre 1884 et 1894 pour assurer le trafic sur la ligne du Luxembourg.

## Origines

### Les trains de voyageurs sur lignes difficiles
Les Chemins de fer de l'État belge, ayant repris le réseau et la flotte de la Grande compagnie du Luxembourg en 1873, se retrouvent propriétaires de lignes comptant de fortes rampes dont le trafic est en croissance rapide.
Les montées importantes (atteignant en de très nombreux endroits 16 ‰ sur plusieurs kilomètres) limitent la vitesse et le tonnage des trains, réclamant des locomotives pour trains de voyageurs adaptées avec une meilleure adhérence et des roues moins grandes que celles utilisées sur les lignes de plaine. Les locomotives du type 1 créées par Alfred Belpaire sont alors la seule grande série de locomotives pour trains rapides de l’État belge, avec deux paires de roues motrices de 2 mètres idéales pour la vitesse mais inadaptées aux fortes rampes.

#### Le Type 2 des chemins de fer de l’État belge
Pour ses trains de voyageurs, la Grande compagnie du Luxembourg avait déjà mis en service plusieurs séries de locomotives à trois essieux couplés munis de roues de diamètre moyen. Perpétuant cet arrangement, l’État belge crée les locomotives du type 2 en 1874. Modèle construit à l’économie, il reprend la chaudière et le châssis de la locomotive du type 28, mais munie de grandes roues de 1 700 mm.
Les type 2 sont construites (ou réalisées par transformation) en plus de 150 exemplaires et affectées au service voyageurs de nombreuses lignes escarpées (ligne de l'Ourthe, ligne du Luxembourg, ligne Pépinster - Spa, etc.).
D’une part, cette locomotive est peu innovante et modérément puissante, s'agissant — les roues et la suspension mises à part — de la copie d'un modèle pour trains marchandises créé en 1864. De l’autre, elle souffre à grande vitesse d'une stabilité mauvaise due à son court empattement de 4 mètres, conséquence du réemploi d'un modèle de châssis dessiné pour des faibles vitesses.
Sur les rampes de 16 ‰, une locomotive type 2 atteint, avec un train de 80 tonnes, la vitesse maximale de 55 km/h. En tête de charges plus lourdes, la vitesse décroit davantage.
L'arrivée de nouvelles voitures à trois essieux, presque deux fois plus lourdes que celles héritées de la Compagnie du Luxembourg, ainsi que le besoin d'accroître la vitesse et le nombre des trains poussent l'État belge à élaborer un modèle plus puissant que le type 2.

#### Seconde génération de locomotives unifiées
Vers 1884, il est décidé d'étudier une nouvelle génération de locomotives pour les voyageurs et les marchandises afin de reléguer à des services secondaires le matériel de la première génération unifiée qui comprend alors :
- le type 1, des locomotives de disposition 120 munies de deux grandes roues de deux mètres et utilisées sur des trains express sur les lignes faciles ;
- le type 2, des locomotives de disposition 030 à grandes roues utilisées en trafic voyageurs ;
- le type 5, des locomotives-tender de disposition 120T utilisées pour des trains de banlieue et trains locaux ;
- le type 29, des locomotives de disposition 030 à petites roues utilisées en trafic marchandises, surtout sur les lignes difficiles ;
- le type 28, des locomotives de disposition 030 à roues moyennes utilisées en trafic marchandises ou omnibus sur les lignes faciles et qui ont déjà été chassées des lignes difficiles par les type 29, identique en dehors des roues plus petites.

Ce programme débouche sur quatre types nouveaux (le remplacement des type 28 se fera en mutant des locomotives du type 29 au lieu de construire une nouvelle série) :
- Le type 12[4], des locomotives de disposition 121 pour trains rapides sur lignes de plaine ;
- Le type 6[5], destiné à remplacer le type 2 sur la ligne du Luxembourg ;
- Le type 11, des locomotives-tenders de disposition 030, qui remplacèrent les type 5[6] ;
- Le type 25[7], des locomotives à petites roues de disposition 030 destinées aux trains de marchandises les plus lourds.

Les types 6, 12 et 25 partagent une chaudière très proche avec un très grand foyer Belpaire surplombant massifs les longerons de châssis.

### Mise au point

#### Premier prototype
Numéroté 1818, le premier prototype du type 6, dû aux ingénieurs Masui et Belpaire, est construit par Cockerill en 1884 et présenté à l'Exposition universelle d'Anvers de 1885. Il s'agit d'une Mogul à roues de 1 700 mm prévue pour remorquer des trains de 110 tonnes à 60 km/h sur la ligne du Luxembourg.
Le gigantesque foyer de cette locomotive (6,7 m2) nécessite d'employer deux chauffeurs qui disposent de quatre portes afin de répartir le charbon dans le foyer, lequel occupe toute la largeur de la locomotive. À cause de cette disposition particulière, les concepteurs de ce prototype ont fait le choix d'installer le mécanicien et son poste de travail dans une seconde cabine avancée, située le long de la chaudière sur le côté droit. Il communique avec les chauffeurs par tubes acoustiques et dispose de tous les instruments nécessaires pour contrôler le bon fonctionnement de la chaudière. Positionné au-dessus des roues du troisième essieu moteur, le foyer dont le fond est en pente descendante vers l'avant, doit se resserrer pour passer entre les roues du second essieu moteur ; en résulte une forme compliquée. 
Les cylindres, également très grands pour l'époque, sont néanmoins disposés entre les longerons du châssis comme sur les modèles plus anciens. Légèrement inclinés, ils attaquent le second essieu moteur. Comme le veut la pratique de l'époque aux Chemins de fer de l’État belge, la cheminée est de section carrée.

#### Essais et seconds prototypes
Bien que prometteuse sur papier, cette locomotive souffre de nombreux défauts en service ; pas seulement à cause de la disposition inhabituelle de la cabine de conduite. Elle est mal équilibrée et ne parvenait pas à fournir la puissance escomptée.
La 1818 est donc reconstruite[Quand ?] avec une cabine classique pour toute l'équipe de conduite, une nouvelle suspension et un second essieu porteur entre les deux essieux moteurs arrière, lui donnant la disposition oOOoO.
Deux autres prototypes (235 et 1825) corrigeant les défauts de la 1818 sont construits par Cockerill en 1886. Elles sont dotées de deux cabines mais se passant de l'essieu d'appoint. Les trois prototypes, mal-aimés par les équipes de conduite, sont retirés du service actif vers 1900 et radiés entre 1902 et 1911.

### Modèle de série
Les locomotives de série se caractérisent par un foyer légèrement moins grand et une cabine ordinaire ; 32 seront commandées en tout. La première, construite par les Forges, Usines et Fonderies de Haine-Saint-Pierre en 1888, est exposée à l'exposition universelle de Paris de 1889.
Les locomotives construites à partir de 1892 recevront un châssis plus long et une boîte à fumée agrandie. Les soupapes Wilson sont déplacées et le bissel pourvu de boîtes d'essieux radiales du "Système Roy".

#### Carrière et premières transformations
L'arrivée en service de ces nouvelles locomotives, bien plus lourdes que la génération précédente, a comme conséquence le remplacement des rails de nombreuses lignes belges, dont celle du Luxembourg. Déjà parmi les plus lourds d'Europe, ils y sont remplacés par le rail « Goliath » de 52 kg/m.
Affectées aux dépôts de Bruxelles-Nord, Arlon et plus tard Jemelle, elles sont à leurs débuts utilisées exclusivement sur la Ligne du Luxembourg ; celles de Bruxelles feront par la suite des incursions sur la ligne vers Liège voire plus rarement Ostende.
Bien qu’améliorées par rapport aux prototypes, les type 6 sont des locomotives compliquées, la forme du foyer le rend difficile à alimenter et génère une usure importante, réclamant de fréquents entretiens. En dépit de ce très grand foyer et d'une forte consommation en combustible, la chaudière ne parvient pas à produire assez de vapeur pour les cylindres en cas d'effort prolongé forçant à revoir les performances à la baisse.

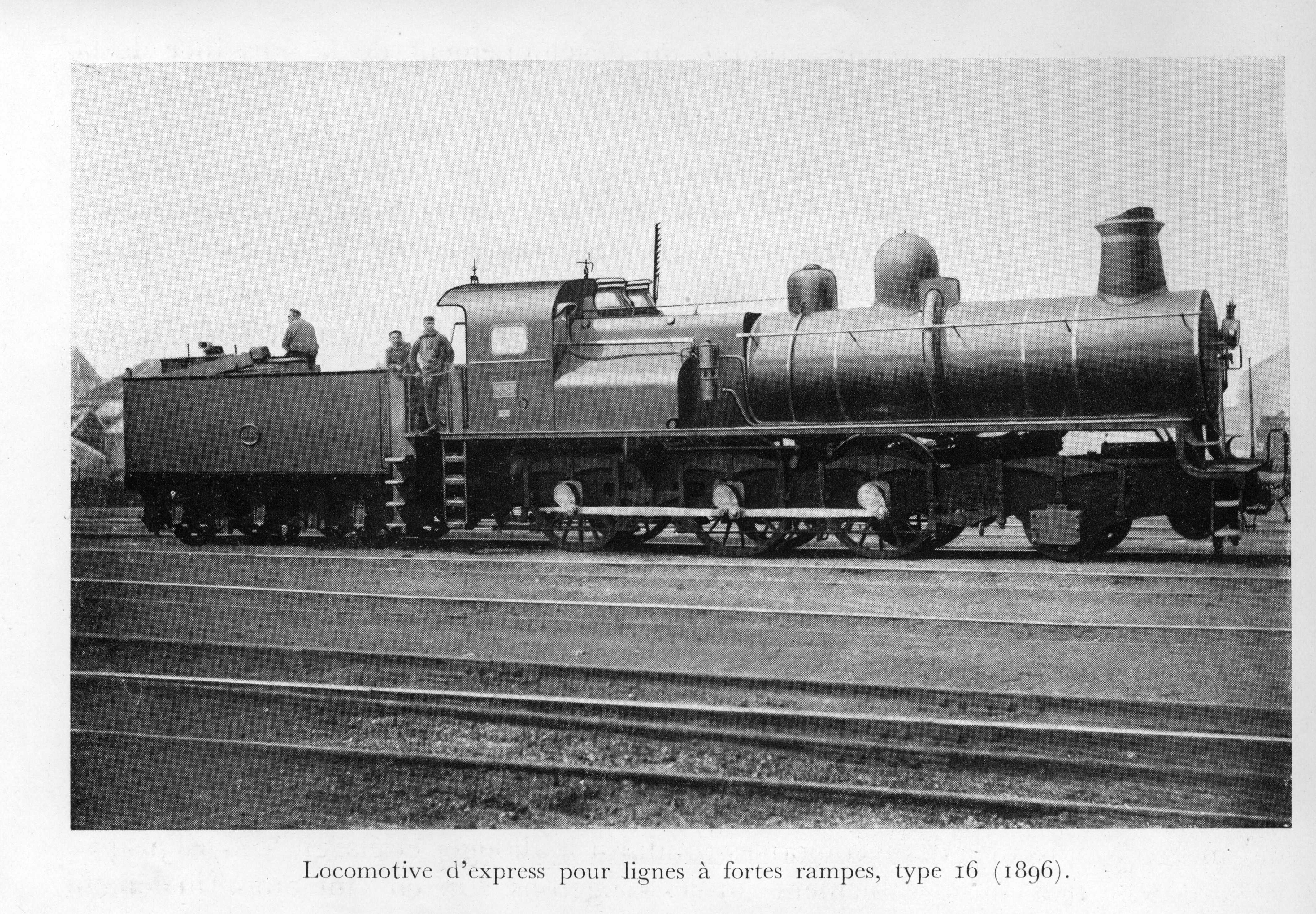
Cette image illustre le Type 16, plus puissant, avec un châssis allongé, une cheminée et une cabine différente.

Un second modèle, plus puissant et plus lourd, est mis au point en 1897 en s'inspirant des type 6. Le type 16, bien que plus performant, et prévu pour remorquer 140 tonnes à 65 km/h sur des rampes de 16 ‰, souffrira en pratique des mêmes défauts que sa devancière directe.
En 1897, 12 locomotives type 6 reçoivent des chaudières différentes, construites pour servir de rechange pour les type 16, ce qui améliore sensiblement leurs performances grâce au timbre plus élevé de ces nouvelles chaudières. On les reconnaît à leurs grandes cheminées tronconiques.
Le problème inhérent aux locomotives de cette génération réside dans leur foyer Belpaire, à fond plat, sur lequel brûlait une fine couche de charbon tout-venant. Ce concept remontant aux années 1860 avait atteint ses limites car il fallait une surface très importante pour produire assez de vapeur pour une locomotive de forte puissance. Des vides se créent rapidement dans la couche de charbon en combustion tandis qu'une épaisseur trop forte nuit à la combustion ; cette précarité permanente du feu impose un travail sans repos aux deux chauffeurs.
Au tournant du XXe siècle, les Chemins de fer de l’État belge changent de philosophie et font construire de nouvelles locomotives à foyer profond ou mi-profond, plus étroits mais capables de brûler une quantité plus importante de charbon de manière plus efficace en se passant les complications qui affectent le type 6. Ces machines plus petites mais plus puissantes profitent de l’avènement de la briquette de charbon, combustible plus cher mais plus efficace qui nécessite un foyer profond et étroit, plus facile à charger.

### Fin de carrière et reconstruction
L'arrivée des locomotives type 35 puis des type 8 compound permet d'écarter les type 6 et 16 des trains les plus importants. Vers 1904, alors que plusieurs exemplaires ont déjà été mis hors-service, huit locomotives type 6 reçoivent de nouvelles chaudières à foyer étroit mi-profond donnant naissance au type 6bis. Ces nouvelles chaudières ont une pression plus forte et une boîte à fumée plus courte avec une cheminée étroite.
Le résultat est concluant : bien que la surface du foyer ait été divisée par deux, il fournit autant de vapeur. L'augmentation du timbre de la chaudière se traduisit par une puissance accrue à tel point qu'il faut renforcer le châssis de la locomotive. Le poids total augmente de cinq tonnes, ce qui favorise l'effort de traction. Ces locomotives modifiées font d'excellents services, principalement entre Bruxelles et Liège ou sur la ligne vers Namur bien que leur vitesse maximale soit inférieure aux nouvelles locomotives. Plusieurs machines non transformées sont envoyées à la démolition entre 1907 et 1911.
La guerre causera la réforme de la plupart des locomotives (transformées ou non). À l’armistice ne restent en état de marche que la type 6 n°186 et la 6bis n°117. Affectées à Landen et roulant occasionnellement vers Liège ou Namur, elles subissent la concurrence du matériel plus récent et plus performant et disparaissent en 1922-1923,.
Les locomotives type 16, dont beaucoup avaient également reçu de nouvelles chaudières à foyer profond, ne durèrent guère plus longtemps. Sur les 14 locomotives qui ont survécu à la guerre, aucune n'est à l'inventaire après 1924. Leur carrière se termine sur les mêmes dessertes secondaires que les type 6 et 6bis.
Les locomotives type 12 et 25, qui connurent également des déboires à cause de leur foyer Belpaire, et dont une partie reçut également de nouvelles chaudières à foyer étroit, auront une carrière plus longue. Les dernières type 12 sont radiées en 1930 après avoir été déplacées vers des trains légers tandis qu'il reste en service 120 type 25 en 1932. La dernière est mise à la retraite en 1941.
Les locomotives des types 6 et 16, aux foyers démesurés mais incapables de fournir l'effort désiré, sont souvent citées comme une illustration de la course à la puissance des ingénieurs de l’État belge en utilisant la solution, techniquement dépassée, des foyers débordants à fond plat.

### Numérotation
Les Chemins de fer de l’État belge avaient coutume d'attribuer à une partie de leurs machines neuves des matricules repris à des locomotives radiées. En résulte une numérotation discontinue :
- 1818, 235 et 1825 : prototypes Cockerill de 1884/1886 ;
- 100-101, 105, 109 et 156-157 : locomotives de 1889 réalisées respectivement la Société Franco-Belge (entre 101 à 109) et Haine-Saint-Pierre ;
- 81, 92, 94, 117, 159, 186, 224 et 423 : locomotives de 1891 construites par la Franco-Belge sauf les trois dernières (Couillet) ;
- 2101-2114 : version agrandie livrée en 1892-93 par Couillet (2106-2110) et la Franco-Belge (le reste) ;
- 39 : dernière machine de la seconde série, construite en 1894 par Haine-Saint-Pierre.

Les type 6 modifiées avec une chaudière de type 16 tout comme les type 6bis à foyer étroit conservent leur matricule d'origine : 94, 156, 159, 186, 423, 2101, 2107, 2109, 2110 et 39, 81, 105, 117, 224, 2102, 2115, 2113). Ces deux variantes appartiennent aux deux sous-séries produites de 1889 à 1894.

## Autres locomotives type 6
Ce modèle ne doit pas être confondu avec une autre locomotive à vapeur belge dénommée type 6 construite de 1905 à 1908. Il s’agit d’une série de 12 locomotives de disposition d’essieux Atlantic à quatre cylindres compound De Glehn qui étaient destinées aux trains très rapides de tonnage modeste. À la réforme du premier type 6, les neuf locomotives de cette série qui avaient survécu à la guerre seront classées dans le Type 6. Auparavant, elles étaient simplement appelées "Atlantics".